# Tierras Perdidas
Tierras Perdidas es una película de acción y fantasía de 2025 dirigida por Paul WS Anderson, con un guion de Constantin Werner basado en una historia que ambos coescribieron.  Basada en el cuento del mismo nombre de George RR Martin, la película está protagonizada por Milla Jovovich y Dave Bautista como una bruja y un cazador, respectivamente, que viajan a un paisaje peligroso para encontrar un artefacto para una reina.
In the Lost Lands se estrenó por primera vez en Australia el 27 de febrero de 2025, y en Estados Unidos el 7 de marzo de 2025, por Vertical en territorios de América del Norte, y por Constantin Film Verleih en Alemania.

## Trama
Un hombre llamado Boyce se dirige directamente al espectador, advirtiéndole que lo que están a punto de ver no es un cuento de hadas feliz. La Tierra se ha convertido en un páramo incivilizado y distópico llamado las Tierras Perdidas. En una sociedad gobernada por Overlord, el orden es mantenido por la fuerza por la Iglesia. Gray Alys, una bruja, está siendo ejecutada en la horca bajo las órdenes de El Ejecutor y sus seguidores de la Iglesia. Gray Alys usa sus poderes para engañar a un hombre para que la ayude a escapar, pero The Enforcer lo mata y lidera a un grupo de hombres en la persecución de Alys.Boyce está solo y sin cicatrices en las Tierras Perdidas, camina por un túnel y anticipa una emboscada. Utiliza una serpiente de dos cabezas como arma antes de disparar a los enemigos restantes y continuar su viaje. Gray Alys encuentra refugio con una anciana ciega. La Reina, esposa del Señor Supremo, y el jefe de la Vigilancia, Jerais, la visitan. La Reina busca la ayuda de Alys Gray, invocando un acuerdo preexistente según el cual Alys no rechaza las solicitudes de nadie. La Reina necesita el poder de un hombre lobo para la luna llena de la próxima semana; Gray Alys tiene la tarea de matar a la bestia y llevarle su poder a la Reina. Jerais sabotea en secreto el esfuerzo de la Reina, creyendo que su fracaso es, en última instancia, lo mejor para ella. Gray Alys usa sus poderes para encontrar un cambiaformas entrando en su mente.

La Reina odia al enfermo Señor Supremo, que está al borde de la muerte. Alys busca a Boyce en un pub para pedirle ayuda para encontrar un cambiaformas. La criatura se conoce como Sardor, que significa "Lobo Gris". El Ejecutor está trabajando con El Patriarca, quien está conspirando secretamente para derrocar al Señor Supremo y a la Reina, a pesar de servir al Señor Supremo. El Patriarca ordena al Ejecutor y a sus acólitos capturar a Gray Alys, extraerle una confesión y luego ejecutarla.
Gray Alys y Boyce comienzan su expedición a las Tierras Perdidas, donde Boyce se encuentra con sus viejos amigos Ross y Mara. Boyce y Mara tienen relaciones sexuales antes de que Boyce continúe su búsqueda con Gray Alys. El Ejecutor captura y tortura a Ross y Mara, buscando información sobre Gray Alys y Boyce. Se suponía que el grupo iría a Skull River, pero en su lugar asesinan a Ross y secuestran a Mara.Boyce y su amigo buscan a Cyrus, pero descubren que la Iglesia lo ha ahorcado. Boyce y Gray Alys localizan a The Enforcer y sus matones, pero han protegido sus ojos para bloquear los poderes de Gray Alys. El Ejecutor mata a Mara para atormentar aún más a Boyce. Él y Gray Alys son atacados, lo que provoca un tiroteo y una persecución hasta un tranvía aéreo donde la mayoría de los matones son arrojados a la muerte. El Enforcer ordena cortar el cable, pero Boyce salva a Gray Alys de caer. El Enforcer dispara a Boyce, pero Gray Alys usa sus poderes a través de una lente de francotirador para salvarlo y escapar.

Gray Alys y Boyce se enfrentan a monstruos parecidos a ghouls mientras viajan. Atrapados en un anillo de fuego para protegerse, el grupo se enfrenta a un líder monstruo que conoce a Gray Alys y desaprueba su regreso. Ella usa magia de ilusión para hacer creer a los monstruos que están en llamas. Ella advierte a Boyce que ella es peligrosa y no es confiable.La Reina mata al Señor Supremo, revelando que está embarazada de Boyce. El Patriarca anuncia la muerte del Señor Supremo, pero continúa en secreto planeando el asesinato de la Reina. El Ejecutor ataca a Gray Alys en un tren con sus matones. Ella escapa a través de los túneles y se dirige hacia el final de las vías del tren rotas, que están en lo alto. Gray Alys es rescatada por Boyce, pero The Enforcer y su tripulación mueren cuando el tren se estrella y explota. Jerais mata al Patriarca para proteger a la Reina y luego comienza un romance con ella.
Bajo la luz de la luna llena, Gray Alys y Boyce llegan a Skull River. Se revela que Boyce es el cambiaformas que se hace pasar por Sardor. Bajo la luz de la luna, se convierte en lobo. Gray Alys derrota a Boyce usando garras plateadas, dejándolo incapaz de continuar. Boyce vuelve a ser humano, pero Gray Alys admite que sabía que él era un cambiaformas y lo envenenó con plata. Gray Alys mata a Boyce bajo la luz de la luna, desuella el cuerpo y luego entierra los restos.Gray Alys trae la piel de Boyce a La Reina. Jerais afirma que Alys le falló, pero la Reina responde que Alys le dio lo que él realmente deseaba. Después de que la Reina se entera de que Boyce es un cambiaformas, y se enfurece porque Jerais lo sabía, lo mata. Las Tierras Perdidas están en rebelión después de la muerte del Señor Supremo y la caída de la Iglesia. La Reina huye mientras el pelaje de Boyce arde bajo el sol. Boyce se levanta de su tumba, resucitado, y busca a Gray Alys con la intención de matarla. Ella creía en su regreso de entre los muertos tan firmemente como creía en la rebelión que se avecinaba. Boyce y Gray Alys se unen para sobrevivir y cazar en las Tierras Perdidas.

## Elenco
- Dave Bautista como Boyce
- Milla Jovovich como Gray Alys
- Arly Jover como Ash
- Amara Okereke como Melange
- Fraser James como Patriarch Johan
- Simon Lööf como Jerais
- Deirdre Mullins como Mara
- Sebastian Stankiewicz como Ross
- Jacek Dzisiewicz como "Overlord"
- Tue Lunding como "The Hammer"
- Ian Hanmore como The Stranger
- Eveline Hall como Old Homeless Woman
- Kamila Klamut como Midwife
- Caoilinn Springall as Young Girl
- Pawel Wysocki como The Gambler
- Jan Kowalewski como Young Monk
- Tomasz Cymerman como Outrider
- Nicolas Stone como Kane

## Producción

### Desarrollo
En febrero de 2015, se anunció que el productor alemán Constantin Werner había comprado los derechos de tres cuentos de George RR Martin: " The Lonely Songs of Laren Dorr ", " In the Lost Lands " y " Bitterblooms ". Werner planeó adaptar las tres historias en una sola película con Milla Jovovich interpretando a Gray Alys y Justin Chatwin interpretando a Boyce. Esta versión de la película nunca se realizó y el proyecto quedó en el limbo.En 2021, la película resurgió con Paul WS Anderson como director, esposo de Jovovich que colaboró en la serie de películas Resident Evil, Los tres mosqueteros (2011) y Monster Hunter (2020). Dave Bautista reemplazó a Chatwin como Boyce, mientras que Werner actuó como coguionista y productor.  Según Werner, la película estaba prevista para empezar a rodarse a finales de 2021 o principios de 2022, pero se retrasó hasta finales de 2022.  En una entrevista de agosto de 2022 antes del rodaje, Anderson describió la película como un " western " y dijo:

En esencia, es un western, ya que posee toda la iconografía que uno asociaría con él. Está ambientado en una tierra postapocalíptica, así que a simple vista no es un western, pero en esencia sí lo es. Utiliza muchos tropos, narrativa e imágenes western, así que estoy muy emocionado de hacerlo.

### Rodaje
La fotografía principal comenzó el 14 de noviembre de 2022 en Alvernia Studios en Polonia. La fotografía finalizó en febrero de 2023, después de 46 días.

### Efectos visuales
Los efectos visuales fueron proporcionados por Herne Hill Media, que había trabajado previamente en las películas de Anderson Resident Evil y Monster Hunter.

### Postproducción
En febrero de 2023, RR Martin indicó en Twitter que el rodaje había concluido en Polonia y que se encontraba en una extensa fase de posproducción. 

## Liberar
En septiembre de 2024, Vertical adquirió los derechos de distribución de la película en Estados Unidos. En noviembre de 2024, Martin reveló que la fecha de estreno de la película en Estados Unidos sería el 28 de febrero de 2025. El 8 de enero de 2025, la película se retrasó hasta el 7 de marzo del mismo año.La fecha de estreno en Alemania de In the Lost Lands se fijó inicialmente para el 26 de septiembre de 2024, antes de ser reemplazada en la lista de Constantin Film por Megalopolis.

## Recepción

### Taquillas
En las Tierras Perdidas recaudó 1,8 millones de dólares en Estados Unidos y Canadá, y 4,2 millones en otros territorios, para un total mundial de 6,1 millones de dólares.
En su primer fin de semana, la película recaudó 1,1 millones de dólares en 1.370 salas de cine.

### Respuesta crítica
En el sitio web recopilador de reseñas Rotten Tomatoes, el 25 % de las 69 reseñas de los críticos son positivas, con una calificación promedio de 4/10. El consenso del sitio web dice: «Desperdiciando el material original de George R.R. Martin en una monstruosidad incomprensible, En las Tierras Perdidas de Paul W.S. Anderson necesitaría su propio mapa para salir de la inmensidad». Metacritic, que utiliza una media ponderada, le asignó a la película una puntuación de 41 sobre 100, basándose en 17 críticos, lo que indica reseñas «mixtas o regulares».